# 黑文 (堪薩斯州)
黑文（英語：Haven）是一個位於美國堪薩斯州里諾縣的城市。

## 地方資料
根據2020年美國人口普查的數據，黑文的面積為2.01平方千米，當中陸地面積為2.01平方千米，而水域面積為0.00平方千米。當地共有人口1170人，而人口密度為每平方千米582.09人。